# Czarny Las (województwo dolnośląskie)
Czarny Las – wieś w Polsce, położona w województwie dolnośląskim, w powiecie trzebnickim, w gminie Żmigród.

## Historia
Wieś została założona w pierwszej połowie XVIII wieku, przez właściciela dominium w Straburku (dawna polska nazwa Żmigrodu), Adriana von Hazfeldta, przy samej granicy wielkopolsko-śląskiej, obok granicznej Czarnej Strugi (lewobrzeżny dopływ Orli, wypływający ze Starego Stawu). Otrzymała niemiecką nazwę Neudorf, czyli nowa wieś. Ludność Hazów nazwała ją po polsku Czarnym Lasem.
Po II wojnie światowej Czarny Las leżący na obszarze tzw. Ziem Odzyskanych znalazł się w granicach państwa polskiego.
Do 2024 r. miejscowość była przysiółkiem wsi Gatka. W latach 1975–1998 przysiółek administracyjnie należał do województwa wrocławskiego.